# Невельское (Донецкая область)
Не́вельское (укр. Невельське) — село в Покровском районе Донецкой области.

## Население
Население по переписи 2001 года составляло 286 человек.

## История
По состоянию на ноябрь 2015 года, в посёлке проживало 35 мирных жителей. Более 50 % домов имели капитальные разрушения из-за боевых действий во время войны в Донбассе. Отсутствовали газовое и электроснабжение, транспортная инфраструктура, не работали магазины. Помощь мирному населению оказывали гуманитарные организации Красный крест, Человек в беде, УВКБ ООН и Гуманитарная миссия помощи мирному населению зоны военного конфликта.
В феврале 2024 года в ходе Российского вторжения на Украину на окраине посёлка начались бои. В конце мая Россия предприняла неудачную попытку штурма поселка. 12 июня войска России зашли в посёлок. Бои шли в посëлке до начала сентября. 6-7 сентября 2024 Россия оккупировала посёлок.